# Пчелен мед
 Тази статия е за природния продукт.  За химичния елемент вижте Мед.  
Пчелният мед е хранителен вискозен, течен или кристализирал продукт, произвеждан от медоносни пчели от нектара на цветовете или секрециите от или върху живите части на растенията, които пчелите събират, трансформират, комбинират с конкретни вещества, които те отделят, складират и оставят да узреят във восъчни пити. Обогатяването на меда с ензими води до екстракорпорално (извънтелесно) храносмилане, като в резултат на него се увеличава количеството на лесно усвоимите монозахариди, за сметка на дизахариди, пентози, рибози и други въглехидрати, налични в нектара.
Пчеларството е организираното производство на пчелен мед и други пчелни продукти – пчелен прашец, пчелен восък, прополис, пчелна отрова. Основната полза от пчеларството обаче е не медът, както много често се акцентира, а опрашването на диворастящата и най-вече културната растителност, което води до многократно увеличаване на добивите. Може смело да се каже, че медът в пчеларството е страничен продукт. Без опрашване би настъпил тотален глад на животни и хора и животът на планетата ни би бил застрашен.
Медът се употребява за храна отдавна и се използва в различни храни и напитки като подсладител или ароматизатор. В някои култури той има също религиозно или символично значение, използва се и в народната медицина.

## Медът в историята, културата и фолклора

### Исторически сведения
Събирането на меда е дейност, извършвана от древни времена. Според археоложката Ева Крейн хората започнали да добиват мед преди около 10000 години. Свидетелство за това твърдение са пещерни рисунки в района на Валенсия, Испания. Мезолитна скална рисунка изобразява как две жени добиват восъчни пити с мед от диви пчели. Жените са изобразени голи, носейки кошници, като с помощта на дълги импровизирани стълби достигнат пчелното гнездо.
В Древен Египет медът се е използвал за подслаждане на сладкиши и много други ястия. Народите от Египет и Близкия изток са го използвали за балсамиране на мъртвите. Плиний Стари отделя значително място в своята книга „Естествена история“ на пчелите, меда и неговите приложения. Египетският бог на плодородието Мин принася в жертва мед..
Пчеларството се появява в древен Китай. Успоредно с това маите в Централна Америка са отглеждали нежилещи пчели с цел добив на мед. Медът е използван за кулинарни цели, а малките многобройни насекоми са били свещени за народа на маите.
Много древни народи вярват, че медът има много практически приложения за подобряване на здравето. Той е използван като мехлем за обриви и изгаряния, за успокоение на болки в гърлото и много други състояния, когато не са развити други медицински практики.

### Медът в културата
В индуизма медът е един от петте еликсира на безсмъртието. В храмовете медът се изсипва върху главите на божествата в ритуал, наречен Мадху. Ведите и други древни литературни източници споменават използването на меда като целебен и здравословен продукт.
В еврейската традиция медът е символ за настъпването на новата година Рош Хашана. На празничната трапеза при този празник резени от ябълка се потапят в мед и се ядат, за да донесат сладка нова година.
В Библията се съдържат много препратки към меда. В Книгата на съдиите, Самсон намира рояк пчели и мед в трупа на лъв (14:08). В книгата Изход се описва Обетованата земя като „земя, гдето текат мляко и мед“ (33:3). В Новия Завет, Матей 3:04, се казва че Йоан Кръстител е живял дълъг период от време в пустинята на диета, състояща се от скакалци и див мед.
В Исляма има цяла сура от Корана, наречена „al-Nahl“ (медоносната пчела). Според хадиса Пророкът Мохамед препоръчва меда за лечебни цели. Коранът насърчава консумацията на мед като питателна и здравословна храна.

## Преработка на нектара в мед
Пчелите правят мед, за да се хранят с него. Пчелите работнички, които събират нектар, изсмукват с хоботчето си нектара или маната, като го събират в медовото си стомахче. В главата се намират хипофарингиални жлези, от които се отделят ензимите инвертаза и диастаза. Те действат в преработката на нектара в пчелен мед. Обогатеният с ензими нектар се пренася от пчелата към кошера. Количеството нектар, което донася една пчела, е 45 – 60 mg. То се предава на 4 – 5 кошерни пчели, които на свой ред го предават на 8 – 10 други млади пчели, наречени приемачки. По този начин нектарът, донесен от една летяща пчела, се разпределя между 50 млади приемачки. Последните го преместват многократно от медовото си стомахче към хоботчето, като така изпаряват водата от нектара. Това действие се повтаря около 20 минути и всеки път добавят към капката по малко секрет от глътъчната си жлеза. При това активно прехвърляне на нектара той бива обогатяван с диастаза, каталаза, фосфатаза и оксидаза. Когато водното съдържание намалее до 35 – 40 % пчелите го отлагат под формата на малки капчици по стените или дъното на восъчната килийка и постепенно я изпълват. Изпарението на водата от съдържанието в килийките продължава благодарение на активната вентилация в кошера. Когато водното съдържание в нектара достигне 15 – 20/21 %, а количеството на захарозата под действието на ензимите достигне до 5 % нектарът се превръща в пчелен мед. Пчелите допълват килийките и ги запечатват с восъчно капаче. То предотвратява поемането на влага от пчелния мед. Преработката на нектара в пчелен мед продължава 1 – 3 дни. Тя зависи от водното съдържание, температурата, влажността на въздуха в кошера, силата на пчелното семейство и притока на нектар.

## Производство и предлагане на мед
В зависимост от начина на производство и предлагане на пчелния мед той може да се раздели на:
- Пчелен мед във восъчна пита – мед, който е събиран в килийките на новоизградени восъчни пити без пило. Продава се запечатан в цели пити или части от такива пити.
- Пчелен мед с восъчна пита – мед, съдържащ едно или повече парчета восъчна пита.
- Отцеден пчелен мед. Това е мед, получен след отцеждането на разпечатана восъчна пита.
- Центрофугиран пчелен мед. Продукт, който е получен чрез центрофугиране на разпечатани восъчни пити.
- Пресован пчелен мед. Продукт, получен след пресоване на медени восъчни пити с или без прилагане на умерено нагряване.
- Филтриран пчелен мед. Продукт, получен чрез отстраняване на чужди органични или неорганични примеси.

## Хранителна стойност
Медът е комбинация от 17% вода, 82% въглехидрати и незначителни количества други съставки. Що се отнася до въглехидратите, медът е основно фруктоза (около 38,5%) и глюкоза (около 31%), което го прави сходен до синтетично получения захарен сироп, който е около 48% фруктоза, 47% глюкоза и 5% захароза (кристална захар). В меда има и други въглехидрати, следи от някои витамини и минерали, ензими, хормоноподобни вещества, фитонциди и др. Както всички останали хранителни подсладители, медът е основно захари и не е значим източник на витамини и минерали. Медът съдържа минимални количества от съставки, за които се смята, че са антиоксиданти, в това число chrysin, pinobanksin, витамин C, catalase и pinocembrin. Точният състав на меда зависи от цветовете, които пчелите са опрашвали.

## Видове мед
В зависимост от произхода на меда съществуват следните три вида пчелен мед:
- Нектарен пчелен мед – пчелен мед, получен от нектар на растения. Нектарът е воден разтвор на захари и съдържа захароза, глюкоза и фруктоза в различни съотношения, което е пряко свързано с условията на средата. Този мед от своя страна се разделя на монофлорен мед и полифлорен мед.
  - Монофлорният мед се получава от нектара на много растения, но като преобладава нектарът на едно. Сто процента нектар от едно растение би бил възможен само ако пчелите са разположени в центъра на остров с диаметър 4 – 5 km и засят само и единствено с липи или слънчогледи. В България по-големи количества (с търговско значение) монофлорен мед се получават от акация, липа, лавандула, слънчоглед и рапица. Останалите видове монофлорен мед (кестенов, тютюнов, памуков) се получават в много малки количества и не се предлагат в търговската мрежа.
  - Полифлорният мед се получава от едновременно цъфтящи овощни, тревисти, фуражни, етерично-маслени и други медоносни растения.

- Манов мед – мед, получен главно от секретите на смучещи насекоми по растенията или от секрети на живи части от растенията. Маната бива:
  - Животинска мана. Това е продукт, който се получава от дребни насекоми, листни въшки от род Hemiptera, които се срещат при различни растения.
  - Медена роса (растителна мана). Получава се от секрети на живи части от растенията като листа и млади клонки.

Прясно отделената мана е без цвят, но на въздуха тя бързо потъмнява и се сгъстява. Съдържа 5 – 18 % сухо вещество, рН 5,1 – 7,9. Въглехидратите са 90 – 95 % от сухото вещество (предимно глюкоза, фруктоза, захароза, малтоза и сложни захари). Съотношението между отделните захари зависи от вида на въшките и от растенията. Количеството на отделената мана зависи също от броя и етапа на развитие на въшките и от климатичните условия.
- Смесен пчелен мед – мед, получен при смесването на нектарен и манов пчелен мед.

### Натурален пчелен мед
За натурален се смята медът, който:
- не е загряван,
- не е миксиран,
- няма примеси от други храни и подсладители /глюкоза, фруктоза, изосуит, глюкозо-фруктозен сироп/ и който
- не е получен чрез преработката на захарен сироп, с който са захранвани пчелите по време на медосбор.

Терминът „натурален“ много се харесва и масово присъства по етикетите на продавания в търговската мрежа пчелен мед, но малко от предлагания мед е наистина „натурален“. Ако трябва да прецизираме термина, то
1. най-натурален е медът в пчелна пита.
2. На второ място по ценност след него е цеденият мед /на практика не се предлага в търговската мрежа/,
3. следва пресованият мед,
4. след това е центрофугираният натурален мед /предлага се ограничено и най-вече от производители пчелари/,
5. на следваща позиция е центрофугираният топен мед /най-масово предлаган мед/. Източниците на нектара могат да се определят по следите от цветен прашец и спори в суровия мед.[7] Тъй като пчелите имат електростатичен заряд, по тях полепват и други дребни частици, поради което същите методи могат да се използват при изследванията на околната среда за радиоактивни частици, прах или специфични замърсявания.[8][9]

### Фалшифициран мед
Често на пазара се предлага т.нар. „захарен мед“. Той се различава от нектарния и мановия основно по химичен състав. В него липсват много от минералните вещества, аминокиселините и органичните киселини. Захарният мед се получава, когато пчелното семейство усилено се подхранва със захарен сироп. В много от случаите на пазара се предлага продукт, представляващ мед с различно съотношение на добавена към него глюкоза. Полученото съдържание има по-светъл цвят, рядка консистенция, която му придава търговски вид. С цел добрата реализация на меда той не трябва да е кристализирал. За тази цел кристализирал мед се подлага на термична обработка с цел възвръщане на течната му консистенция. Този продукт обаче не притежава качествата на естествен мед. Високата температура разрушава ензимите в меда.
Ето няколко начина за отличаване на истински от фалшифициран мед:
- Ако купувате от магазин, внимателно прочетете етикета – в него трябва да са изброени всички съставки, както и процентното съдържание на меда.
- Разтрийте малко мед между пръстите си – ако лепне, в него има захар или изкуствен подсладител.
- Натопете главичката на кибритена клечка в меда и я драснете на драскалото на кибрита. Ако медът е чист, медът и клечката ще изгорят. Ако клечката избухне и веднага загасне, медът съдържа вода.
- Размесете с вилица мед и жълтък. Ако медът е истински, жълтъкът започва да изглежда като сварен.
- Пуснете в чаша вода лъжичка мед. Истинският мед се скупчва на дъното, докато обработеният или изкуствен мед започва да се разтваря.
- Намажете къшей хляб. За няколко минути истинският мед ще втвърди хляба, докато изкуственият или фалшив мед ще го размекнат поради наличието на вода.
- Сипете няколко лъжички върху дъното на чист и сух съд и го нагрейте. Истинският мед бързо карамелизира и не се пени поради липсата на вода в него, докато фалшивият мед образува мехури и трудно карамелизира.

## Химически състав
Основните компоненти на меда са:
- въглехидратите (70 – 80 %), представени главно от глюкоза и фруктоза, дизахарида захароза и около 20 други ди- и тризахариди. Общото количество глюкоза и фруктоза варира между 65 – 75 %. Съдържанието на захароза е под 5 %, но в някои случаи (акациев, лавандулов и манов мед) достига 8 %.
- вода, която съставлява около 15 – 20 % от състава на меда. При водно съдържание над 20 % се създават условия за ферментационни процеси.
- органични киселини в малки количества –
  - глюконова,
  - ябълчена,
  - лимонена,
  - оксалова,
  - винена,
  - млечна,
  - малеинова,
  - янтарна,
  - пироглутаминова,
  - бензоена,
  - мравчена.
- минерални вещества – в най-голямо количество са
  - калий,
  - натрий,
  - калций,
  - фосфор,
  - сяра,
  - магнезий.
- белтъчни вещества – 0,1 – 1,5 %.
- аминокиселини, които в меда са около 20 на брой –
  - пролин,
  - лизин,
  - хистидин,
  - аргинин,
  - треонин,
  - аспарагинова киселина,
  - глутаминова киселина,
  - глицин,
  - метионин,
  - изолевцин,
  - левцин,
  - тирозин,
  - триптофан,
  - фенилаланин и др.

## Физически характеристики
- Вкус – сладък, а някои видове манов мед имат възгорчив или специфичен привкус. Вкусът се определя от количествата на фруктозата, глюкозата и захарозата, но зависи и от съдържанието на органични киселини. При протичане на ферментационни процеси медът придобива кисел привкус. Вкусът на меда зависи от източника на нектар, като се произвеждат различни видове мед. Сладкият вкус на меда, който има приблизително същата интензивност като този на захар, се дължи на монозахаридите фруктоза и глюкоза.[11][12] Медът има характерен вкус и се държи добре при печене на сладкарски продукти, поради което понякога е предпочитан за такива цели пред захарта и други подсладители.[11] Не трябва обаче да се забравя, че при нагряване /а при печене има такова/ в меда се образува токсично вещество, наречено хидрокси-метил-фурфурол (ХМФ).
- Аромат – зависи от произхода. Определя се от съдържанието на алдехидите, кетоните и алкохолите в меда. Особено подчертан е ароматът при липовия, ментовия, тютюневия мед. Ароматните вещества са летливи и при продължително престояване ароматът намалява. Ароматът и вкусът могат да се променят след нагряване.

- Цвят – Цветът на меда, в зависимост от произхода му, варира от почти безцветен до тъмнокафяв. Със светъл цвят са акациев, детелиновия и медът от репко. С бял цвят е медът от рапица.

- Консистенция – Пресният мед е гъста, полутечна и прозрачна маса, която постепенно кристализира до втвърдяване. Някои видове мед кристализират по-бавно от други, а други кристализират още в първите дни след центрофугирането, например медът от рапица.
- Хигроскопичност – Това свойство се обуславя от високото съдържание на захари. При съприкосновение с въздуха медът поглъща или отдава вода в зависимост от водното си съдържание и влажността на въздуха. Поради големия вискозитет на меда водата от повърхностния слой трудно прониква в дълбочина. Това благоприятства развитието на ферментационни процеси. При допир с въздух с ниска влажност водата се изпарява от повърхността. Образува се сух слой, който затруднява по-нататъшното изпарение.
- Плътност – по относителната плътност (масата на единица обем) на меда може да се определи неговото водно съдържание.
- Енергийност – Медът има средна енергийност от 300 килокалории на 100 g продукт.
- Жилавост. Това е способността на меда да се противопоставя на разтягане. Той има висока жилавост и се точи бавно. Жилавостта намалява при повишаване на температурата и водното съдържание.

## Кристализация на меда
Няколко дни до седмици или месеци след добиването на меда той започва да кристализира. Често такъв мед се нарича и с термина захаросан. Кристализацията на меда се дължи на кристализация на една от въглехидратните му съставки – глюкозата. Обикновено всички видове мед след центрофугиране кристализират с много малки изключения. Върху процеса оказват влияние и редица фактори като топлината, влажността на мястото, където се складира и съхранява, състоянието на съда, в които се поставя меда. Восъкът в меда и поленовите зърна ускоряват процеса на кристализация. Мед, в който съотношението между глюкозата и водата е по-ниско, кристализира по-бавно от този, при който това съотношение е по-високо. Колкото е по-високо процентното съотношение на фруктоза в меда, толкова по-бавно кристализира. Акациевият мед не кристализира или процесът настъпва бавно – до 2 години. Причина за това е, че процентът на фруктозата в него е висок. Най-бързо кристализира медът от рапица. От бързо кристализиращите са и медът от слънчоглед, памук и други видове.

## Биологични свойства
Повечето микроорганизми не могат да се развиват в меда, поради ниската активност на водата (около 0,6).
В същото време медът може да съдържа неактивни ендоспори на бактерията Clostridium botulinum, които могат да бъдат опасни за малки деца.
Медът оказва и целебен ефект, който се дължи на отделните му съставки и тяхното комплексно лечебно действие.
Повишава имунната защита на организма, действа
- антибактериално,
- антимикотично,
- противовъзпалително,
- хипосенсибилизиращо.

Има
- кръвообразуващо,
- отхрачващо,
- регенеративно,
- кардиотонично,
- болкоуспокояващо,
- невротоночно,
- тонизиращо,
- слабително и
- детоксично

действие над организма.

## Приложение
Пчелният мед се използва основно като хранителен продукт. Той е източник на бързо освобождаваща се енергия и лесно усвоими въглехидрати. При ежедневна употреба е доказано, че влияе благоприятно на двигателната активност на стомашно-чревния тракт и върху секрецията на стомаха и червата.
Пчелният мед се използва и като лечебно средство. Използва се за основно или помощно средство за лечение на гастрити, както и при променена киселинност на стомаха. Оказва лечебен ефект при заболявания на дихателната система, а също и при възпалителни заболявания на кожата и лигавиците, което се дължи на антибактериалното действие на меда.
Използва се и като диетично и лечебно средство при чернодробни заболявания, защото осигурява въглехидрати за синтезирането на гликоген.
Медът не е регламентирано лечебно средство, а преди всичко храна с определено диетично и лечебно действие. Пчелният мед се използва и в козметиката под формата на маски и кремове, в които влизат и други съставки. Продуктите действат омекотяващо и почистващо.
Не се препоръчва даването на мед на кърмачета и деца до 1 година, защото храносмилателната им система е недоразвита и може да предизвика ботулизъм. Медът е противопоказан при хора, които са алергични към него, както и към болни от захарен диабет на инсулиново лечение. При болни от захарен диабет 2. тип може да се дават определени сортове мед, богати на плодова захар и витамини, като слънчогледов, акациев, люцернов, от детелина, гречиха. В тези случаи дозата на меда от посочените сортове е до 50 g дневно, разпределен в 4 – 6 приема, разтворен в сокове, чай.
При здрави хора профилактичната денонощна доза мед е 1 – 2 g/kg телесно тегло, разпределен в няколко приема. По-високи дози не се препоръчват, тъй като могат да доведат до развитие на захарен диабет.

## Вредно въздействие на меда

### Ботулизъм
Поради наличието на спори на Clostridium botulinum, причиняващ заболяването ботулизъм медът е опасен за деца под едногодишна възраст. Причината за това е ниската киселинност на стомашната среда при бебетата, която не успява да унищожи спорите на клостридия. Допълнително развитието му се благоприятства от липсата на достатъчно друга бактериална флора, която пречи на клостридия да се развие. Ботулизмът при децата показва географска особеност. Във Великобритания в периода 1976 – 2006 г. има само шест регистрирани случая. В същия момент обаче в САЩ случаите са 1,9 на 100 000 живородени деца, 47,2 % от които са в Калифорния.

### Токсичен мед
Пчелен мед, произвеждан от цветовете на растенията
- Kalmia angustifolia,
- американски лавър,
- Рододендрон,
- Зокум и
- Азалия

може да доведе до интоксикация на консуматора.
Симптомите включват
- виене на свят,
- отпадналост,
- прекомерно изпотяване,
- гадене и
- повръщане.

По-рядко се манифестира с
- ниско кръвно налягане,
- шок,
- нарушения на сърдечния ритъм,
- гърчове

и в редки случаи да завърши със смърт.
Развитието на интоксикация е по-вероятно, когато се консумира мед от производители с малък брой кошери.
Търговската му преработка и смесването на мед от различни производители като цяло разрежда токсините в него, без да е опасен за консуматора.
За първи път е описано масово отравяне от древногръцкия пълководец и писател Ксенофонт в своето съчинение Анабазис. В глава VIII от Книга IV той описва епизод, в който воините, поели на поход в Колхида, се разболяват след консумация на мед.

## Биологичен пчелен мед
Тенденциите за увеличаване на популярността на биологичните храни и продукти засягат и пчелния мед. От началото на 90-те години на XX век датират първите сертифицирани производства на биологичен пчелен мед в световен мащаб. Биологичен пчелен мед и биологични пчелни продукти се получават в сертифицирани биологични пчелини, при спазване на редица строги изисквания в процеса на отглеждане на пчелите и производството, обработката и съхранението на пчелния мед. Биологичният пчелен мед, както и останалите биохрани е обект на сертификация от съответните одобрени на национално ниво организации. Крайната цел при прилагането на принципите на биологичното пчеларство е да се елиминират всички възможни пътища за замърсяване на пчелния мед и пчелните продукти.